# 김순애 (1948년)
김순애(金順愛, 1948년 7월 11일~)는 대한민국의 정치인이다. 제6·7·8·9대 서울특별시 송파구의원을 지냈다.

## 학력
- 무학여자고등학교 졸업

## 경력
- 서울 동대문구청 근무
- 서울 중구청 근무
- 서울특별시청 근무
- 잠실7동 새마을부녀회 회장
- 잠실7동 자연보호협의회 회장
- 잠실7동 주민자치센터 위원
- 송파구 청소년 선도위원
- 송파구 지역교통개선 심의위원
- 송파구 천만그루 나무심기 자문위원
- 한나라당 중앙위원회 환경분과 부위원장
- 한나라당 서울시당 송파구 갑 지구당 부위원장
- 한나라당 여성정치 아카데미 12기 총무
- 송파구 여성단체연합회 회장
- 송파구 여성정책위원회 부위원장
- 송파구 잠실7동 주민자치센터 위원장
- 2010. 7.~2014. 6. 제6대 서울특별시 송파구의회 의원
  - 2010. 7.~2012. 7. 제6대 서울특별시 송파구의회 전반기 재정복지위원회 위원
  - 2010. 7.~2012. 7. 제6대 서울특별시 송파구의회 전반기 예산결산특별위원회 위원
- 새누리당 서울시 여성의원협의회 부회장
- 새누리당 서울시당 여성위원회 부위원장
- 새누리당 서울시당 송파구 을 당원협의회 운영위원
- 새누리당 서울시당 송파구 을 당원협의회 여성지회장
  - 2012. 7.~2014. 6. 제6대 서울특별시 송파구의회 후반기 운영위원회 부위원장
  - 2012. 7.~2014. 6. 제6대 서울특별시 송파구의회 후반기 재정복지위원회 위원
  - 2012. 7.~2014. 6. 제6대 서울특별시 송파구의회 후반기 예산결산특별위원회 위원
  - 2013. 10.~2014. 4. 제6대 서울특별시 송파구의회 롯데월드타워 건립관련 행정사무조사특별위원회 위원
- 민주평화통일협의회 송파구지회 자문위원
- 송파구 자원봉사센터 운영위원
- 송파구 다문화가족지원센터 운영위원
- 송파구 잠실복지관 운영위원
- 2014.07~2018.06 제7대 서울특별시 송파구의회 의원
  - 2014. 7.~2016. 7. 제7대 서울특별시 송파구의회 전반기 운영위원회 위원
  - 2014. 7.~2016. 7. 제7대 서울특별시 송파구의회 전반기 행정보건위원회 위원
  - 2014. 7.~2016. 7. 제7대 서울특별시 송파구의회 전반기 예산결산특별위원회 위원
  - 2014. 10.~2015. 3. 제7대 서울특별시 송파구의회 항공소음 및 주요시설물 안전관련 행정사무조사 특별위원회 위원
  - 2016. 7.~2018. 6. 제7대 서울특별시 송파구의회 후반기 행정보건위원회 위원
  - 2016. 7.~2018. 6. 제7대 서울특별시 송파구의회 후반기 예산결산특별위원회 위원
  - 2017. 10.~2017. 10. 제7대 서울특별시 송파구의회 위례신도시건설현안문제개선특별위원회 위원
- 국민의힘 서울시당 여성위원회 부위원장
- 국민의힘 서울시당 송파구 을 당원협의회 운영위원
- 2021. 4.~2022. 6. 제8대 서울특별시 송파구의회 의원
  - 2021. 4.~2022. 6. 제8대 서울특별시 송파구의회 후반기 도시건설위원회 위원
- 20대 대통령선거 윤석열 선대본부 서울지부 특보
- 2022. 7.~2024. 2. 제9대 서울특별시 송파구의회 의원
  - 2022. 7.~2024. 2. 제9대 서울특별시 송파구의회 전반기 행정교육위원회 위원장

## 역대 선거 결과
|  | 41.82% |

|  | 46.63% |

|  | 34.75% |

|  | 62.96% |

|  | 21.54% |